# Krickow
Krickow ist ein Ortsteil der Gemeinde Groß Nemerow des Amtes Stargarder Land im Landkreis Mecklenburgische Seenplatte in Mecklenburg-Vorpommern.

## Geografie
Der Ort liegt zwei Kilometer südwestlich von Groß Nemerow. Zur Gemarkung Krickow zählt eine Fläche von 370 Hektar. Die Nachbarorte sind Ahrendshof im Norden, Groß Nemerow im Nordosten, Ballwitz im Osten, Zachow im Südosten, Pulvermühle, Usadel und Nonnenmühle im Südwesten sowie Schönlage, Tollenseheim und Bornmühle im Nordwesten.